# Chusquea fernandeziana
Chusquea fernandeziana är en gräsart som beskrevs av Rodolfo Amando Philippi. Chusquea fernandeziana ingår i släktet Chusquea och familjen gräs. Inga underarter finns listade i Catalogue of Life.